# Redwood-Nationalpark
Der Redwood-Nationalpark (Redwood National and State Parks) ist ein Nationalpark der USA an der kalifornischen Pazifikküste nahe der Grenze zu Oregon. Im Schutzgebiet wachsen knapp 50 Prozent des natürlichen Bestands an Küstenmammutbäumen Sequoia sempervirens (englisch: Coast Redwood oder California Redwood), den höchsten Bäumen der Erde. Zum Park gehören der naturbelassene, vielgestaltige Küstenstreifen, der von der zerklüfteten Kliffküste über flache Felsstrukturen mit Gezeitentümpeln bis zum Sandstrand reicht, und die Hänge des Küstengebirges, an denen die Mammutbäume die Leitart des Ökosystems gemäßigter Regenwald sind.
In den 1920er Jahren wurden zunächst die drei kalifornischen State Parks Prairie Creek Redwoods State Park, Del Norte Coast Redwoods State Park und Jedediah Smith Redwoods State Park eingerichtet. Der Nationalpark wurde am 2. Oktober 1968 gegründet und 1994 die Verwaltung mit den State Parks vereint. Seit 1980 ist das Gebiet als Weltnaturerbe der UNESCO ausgewiesen. Der Park wird gemeinsam durch den National Park Service und das California Department of Parks and Recreation verwaltet.

## Geschichte
Im Gegensatz zu den meisten anderen Nationalparks der Vereinigten Staaten wurde der Redwood-Nationalpark nicht zum Schutz einer geologischen Formation oder eines anderen ortsfesten Objektes geschaffen. Er verdankt seine Einrichtung der Geschichte der Landnutzung in Nordkalifornien, nachdem die ehemals flächendeckenden Wälder der Küstenmammutbäume fast völlig abgeholzt worden waren und der ursprüngliche gemäßigte Regenwald nur noch in den abgelegensten Teilen des Bundesstaates zu finden war.

### Die Ureinwohner
Die nordkalifornische Pazifikküste hat eine lange Besiedelungsgeschichte. Einwanderer zogen entlang der Küste und erschlossen sich über die Flussläufe das Innere des Kontinents. Die Vorfahren der im Gebiet des Parkes nachweisbaren Volksgruppen stammen von der „Na-Dené-Kultur“ ab. Der Zeitpunkt ihres Eintreffens auf dem Kontinent ist umstritten. Linguistische Vergleiche ergaben, dass die Vorfahren der Karok bereits 300 v. Chr. im Hinterland des heutigen Parkes lebten. Um die Zeitenwende sprossen die ältesten, heute noch stehenden Redwoods. Ab dem 14. Jahrhundert sind Yurok nachweisbar, im 16. Jahrhundert stießen die Tolowa, Chilula und die Hoopa in die Region vor.

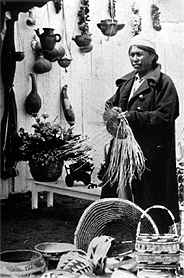
Yurok-Indianer beim Korbflechten

Diese Völker bestanden aus einigen hundert bis wenigen tausend Personen und lebten in kleinen Dorf- und Familiengemeinschaften. Das milde Klima, der Fischreichtum im Meer und in den Flüssen und das Wild der Wälder und Prärien boten eine großzügige Grundlage für die Ernährung, die Wälder das Baumaterial für Häuser. Diese günstigen Bedingungen erlaubten ihnen die größte Bevölkerungsdichte aller bekannten Jäger- und Sammler-Gesellschaften weltweit.
Die Yurok flochten kunstvolle Körbe aus Wurzeln, Farnsprossen und Gräsern, die sie zu profanen und zeremoniellen Zwecken nutzten. Sie verfügten über Speere als Jagdwaffen und setzten auch zum Fischen leichtere Speere und Netze ein. Sie sammelten Pflanzen und Früchte und nutzten Feuer, um das Unterholz in Laubwäldern abzuflammen, damit sie Eicheln und andere Baumfrüchte besser zusammentragen konnten.

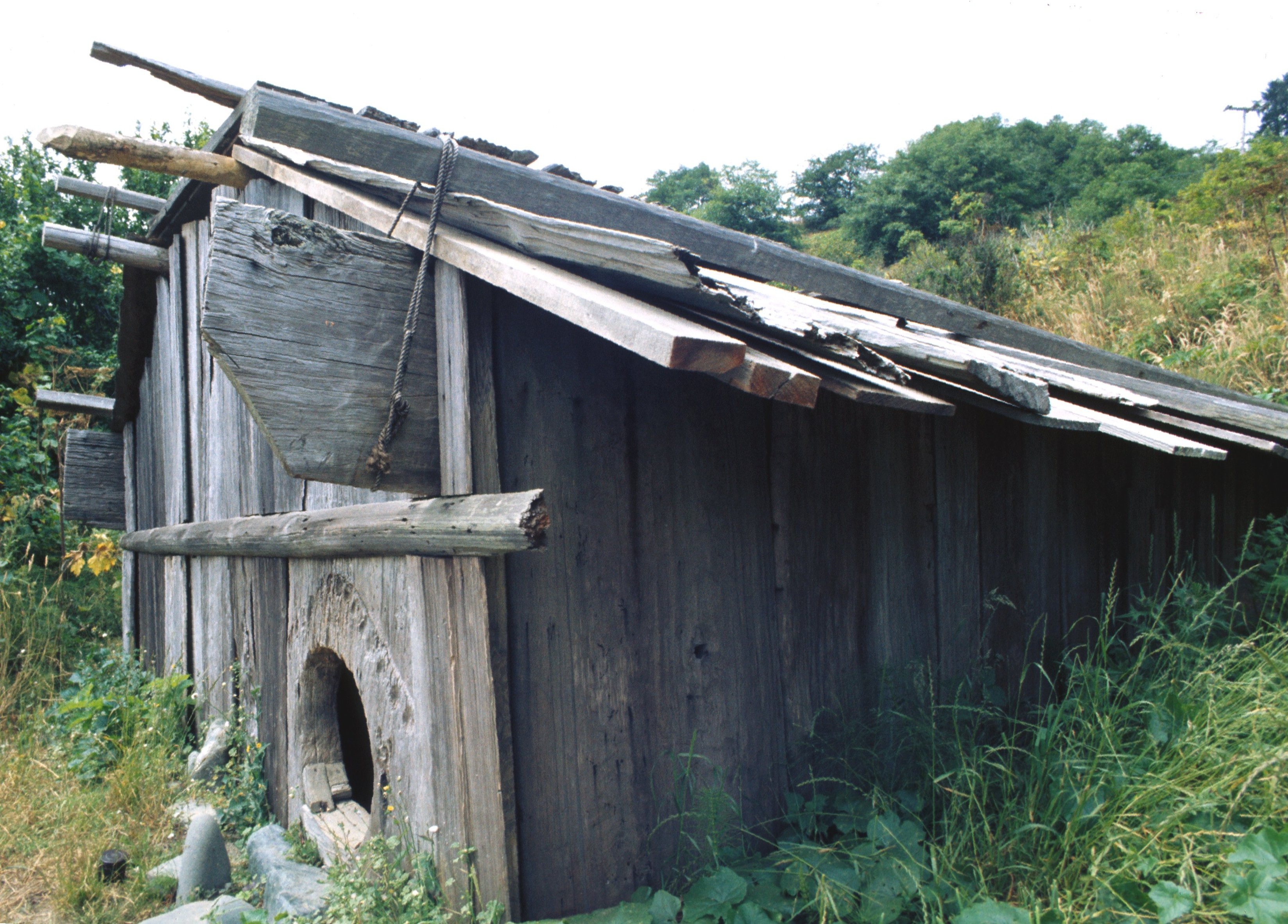
Nachgebautes Haus der Yurok

Feuer diente ihnen auch als Werkzeug, um Baumstämme auszuhöhlen und Kanus in Form eines Einbaums zu bauen. Zur feineren Holzbearbeitung benutzten sie Werkzeug aus Stein und dem Horn von Tiergeweihen. Die Yurok bauten ihre Häuser aus Planken, die aus Redwood- und Zedernstämmen gespalten wurden. Zusammengehalten wurden die Wände vielfach durch Seilbindungen. Auffallend an den rekonstruierten Häusern sind kleine runde, mit Balken verstärkte Eingänge oder besser Schlupflöcher, durch die sich die Yurok vor den heute in ganz Kalifornien ausgestorbenen Grizzlybären schützten.
Die Kultur der Yurok war ganz auf die sie umgebende Natur ausgerichtet. Tiere und Pflanzen, aber auch ihre aus den Bäumen gebauten Häuser galten bei ihnen als von Geistern bewohnt. Die Redwoods selbst waren ihre „ewigen Geister“. Die Lebensweise der nordkalifornischen Küstenindianer lässt sich über mehrere Jahrhunderte nahezu unverändert nachweisen. Erst mit dem Eintreffen der ersten Europäer veränderten sich die Kulturen innerhalb weniger Jahrzehnte.

### Entdecker und Goldsucher
Erste Entdecker erreichten die Region im Jahr 1775. In der Trinidad-Bucht, wenige Kilometer südlich des heutigen Parks ging die Heceta-Bodega-Expedition vor Anker und erklärte die Küste zum spanischen Besitz für das Königreich Neuspanien. Mit den Ureinwohnern gab es hier nur wenig Kontakt, doch wahrscheinlich schleppten die Entdecker Pocken ein, der zahlreiche Angehörige der Küsten-Salish-Stämme zum Opfer fielen (Vgl. Pockenepidemie an der Pazifikküste Nordamerikas ab 1775). Doch da die Küste zu flach war für gute Häfen, ignorierten nachfolgende Seefahrer die Region für längere Zeit.
Erst 1828, das Gebiet gehörte nun zum von Spanien unabhängigen Mexiko, durchquerte der Trapper Jedediah Smith mit 20 Pelzjägern und einer Karawane aus 300 Mulis die Küstenberge auf der Suche nach einer neuen Route zwischen dem Pazifik und den Rocky-Mountains. Die dichten Wälder waren schon zu Fuß schwer zu passieren, mit den Packtieren wurde es zur Qual.
1849 zog der Wissenschaftler und Autor Josiah Gregg mit sechs Gefährten auf der Suche nach Gold entlang der nördlichen Küste des kurz zuvor als Ergebnis des Mexikanisch-Amerikanischen Krieges von Mexiko zu den Vereinigten Staaten übergegangenen Kaliforniens. Er erkundete als Erster die Redwood-Wälder und machte systematische Aufzeichnungen, etwa von einem Küstenmammutbaum mit einem Durchmesser von über 6,50 m.
Im Jahr zuvor, 1848, war während des kalifornischen Goldrausches am Oberlauf des Trinity Rivers Gold gefunden worden. Entlang der Flüsse drangen die Goldgräber immer tiefer in die Wälder des Küstengebirges vor. Neue Siedlungen entstanden über Nacht, zunächst als Zeltstädte, Bäume wurden gerodet und erste Hütten errichtet. Muli- und Esel-Karawanen bahnten Wege für Siedler und Händler. Entlang des Trinity Rivers erreichten die Goldsucher den Klamath River und das Gebiet des heutigen Parks. Als im Umfeld von dessen Mündung am Gold Bluff Beach Gold gefunden wurde, schwoll der Zustrom der Weißen stark an.
Das Eindringen der Siedler in die Lebensräume der Urbevölkerung führte unweigerlich zu Konflikten. Übergriffe der Yurok auf das Eigentum der Siedler lösten Überfälle auf ihre Dörfer aus, das Verhältnis wurde feindselig. Aus dem Kreis der erfolglosen Goldgräber bildeten sich Milizen, die zu „Strafaktionen“ gegen die Dörfer der Urbevölkerung aufbrachen. Sie mordeten, brandschatzten und vergewaltigten und wurden als Helden reich belohnt. Nach der Anerkennung Kaliforniens als US-Bundesstaat 1850 wurden zwei kleine Militärposten an der Mündung des Klamath und in Crescent City errichtet und die Dominanz der Weißen klargestellt.
Die meisten Goldsucher fanden wenig bis gar nichts – und wo Goldadern oder Ablagerungen goldhaltigen Sandes entdeckt wurden, waren die Fundstätten schnell erschöpft. Nach nur ein paar Jahren war der Boom vorbei und die Siedler zogen entweder ab oder richteten ihr Interesse auf andere Schätze. Eine schier unerschöpfliche Einkommensquelle wurde das „rote Gold“ – das Holz der Mammutbäume.

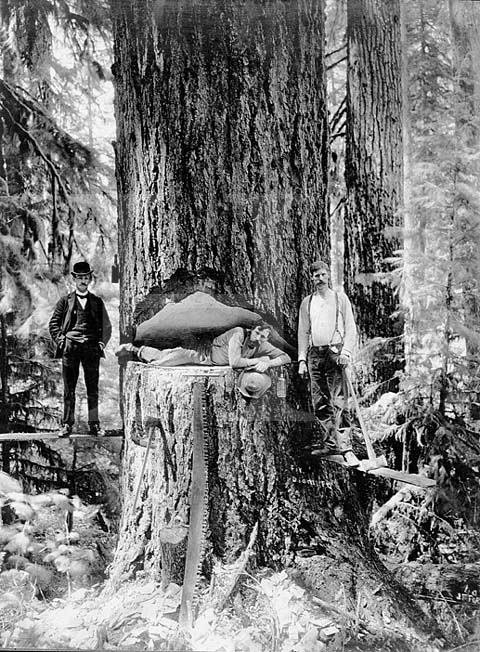
Holzfäller in Oregon ca. 1905

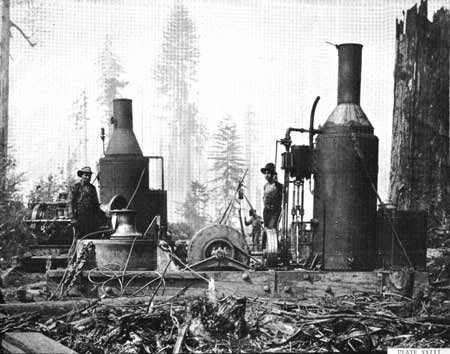
Dampfgetriebene Seilwinden der Holzfäller, ca. 1900

### Das Zeitalter der Holzindustrie
Der ungeheure Bevölkerungszuwachs im Zuge der Besiedelung des Westens führte zu einem enormen Bedarf an Bauholz. Die Holzindustrie wurde innerhalb weniger Jahre zum führenden Wirtschaftszweig westlich des Mississippis. Das Holz des Coastal Redwoods war als gutes Nutzholz mit vielen Verwendungsmöglichkeiten sehr begehrt, weil es besonders witterungsbeständig und weitgehend resistent gegen Pilze, den Holzbock und sogar Termiten ist.
Vor allem wächst der Küstenmammutbaum in dichten Beständen und durch die Höhe liefert jeder gefällte Baum große Mengen Holz (1902 deckte ein durchschnittlicher Redwood den Materialbedarf von 22 Häusern ab), was die Arbeit der Holzfällerteams sehr wirtschaftlich machte.
Auf legalem und illegalem Wege erlangten Abenteurer und Unternehmer Einschlagslizenzen auf dem öffentlichen Grund und Boden in Bundesbesitz. Strohmänner beriefen sich auf Gesetze zum Ansiedlungs- und Bergbaurecht, um Eigentum an Grundstücken zu erhalten, die dann entgegen allen Auflagen nie besiedelt, sondern nur abgeholzt wurden. Ganze Schiffsbesatzungen ließen sich an einem Tag Siedlungsgrundstücke eintragen, traten die Rechte gegen ein Handgeld und Alkohol an Holzindustrielle ab und fuhren am nächsten Tag wieder hinaus auf die nächste Reise.
Die Zahl der Holzfällercamps im Kalifornischen Küstengebirge wuchs in den 1860er bis 1880er Jahren gewaltig. Zunächst reichten die Technik und die Werkzeuge nur für kleinere Bäume, schon bald bildeten sich Spezialisten heraus, die im arbeitsteiligen Zusammenwirken den Hunger nach Baumaterial befriedigten. Die Choppers fällten den Baum mit großer Präzision, so dass er weder so hart aufschlug, dass er splitterte, noch Nachbarbäume beschädigte. Peelers schälten die Rinde ab und Sawers zerlegten den Stamm in transportable Teile. Diese wurden mit Ochsen- oder Pferdegespannen über Rückegassen aus dem Wald geschleppt, die von Hilfskräften ständig bewässert wurden, um den Boden rutschig zu machen.
Die Mechanisierung brachte dampfgetriebene Seilzüge. In den Sägewerken wurden ebenfalls Dampfmaschinen eingesetzt. 1853 gab es in dem kleinen, erst 1850 entstandenen Ort Eureka, 40 km südlich des heutigen Parks, schon neun Sägewerke, später entstanden weitere in Crescent City und Orick. Dampfgetriebene Traktoren hielten Einzug, später wurde eine kurze Eisenbahn gebaut, um die Stämme zu befördern. Raupenschlepper wurden ab 1925 eingesetzt, die ersten Motorsägen ab 1930. Nach dem Zweiten Weltkrieg wurde das Holzgeschäft endgültig zur Industrie: Bulldozer bauten Straßen in die Hänge, Schwerlaster brachten die Stämme zu den Sägewerken. Die Abholzung betraf nicht mehr einzelne Wälder, sondern ganze Regionen wurden per Kahlschlag verwertet.

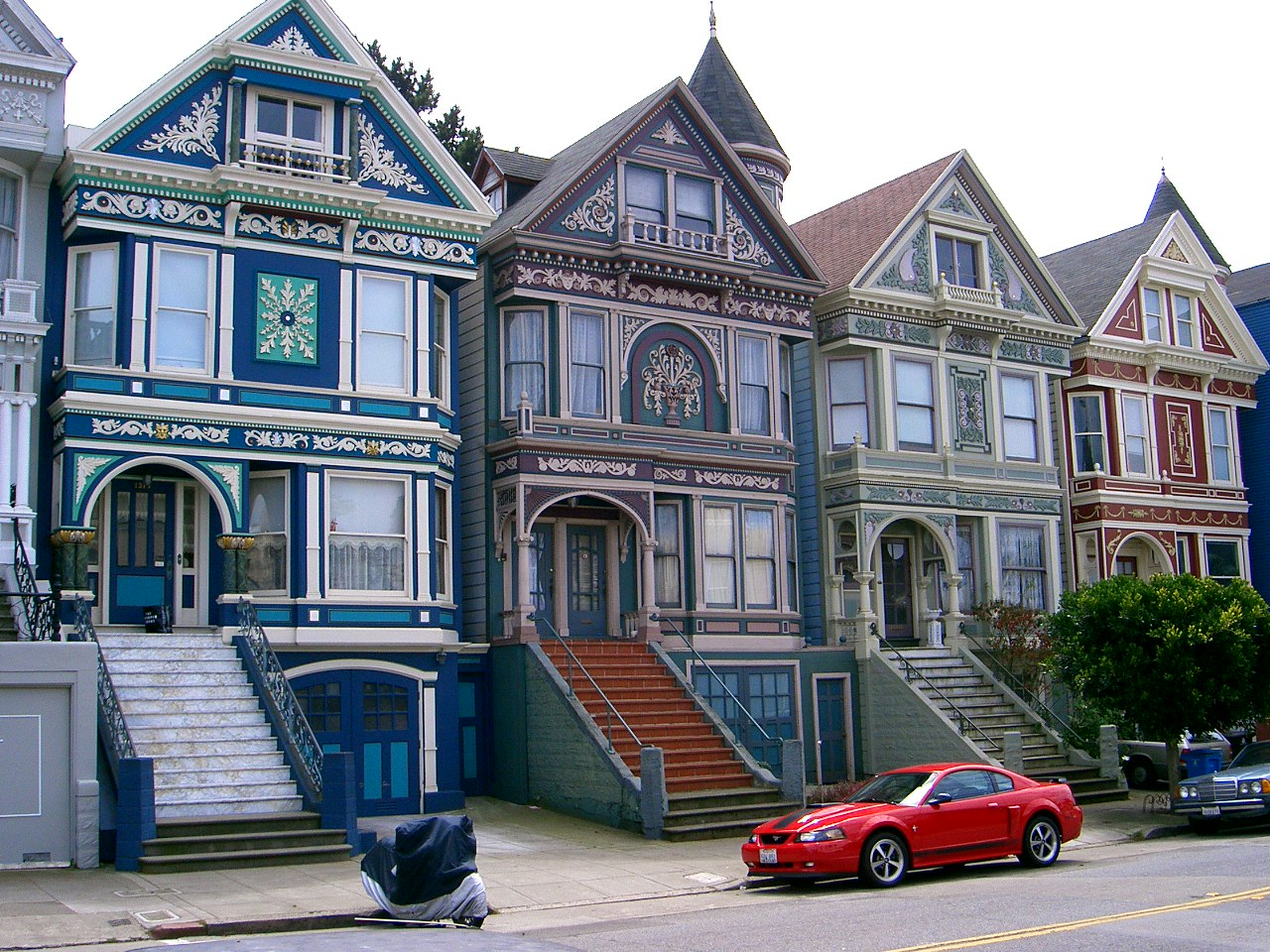
Häuser in Haight-Ashbury, San Francisco

Aus Redwood waren die Stützpfeiler in den Erzminen des amerikanischen Westens genauso wie Schiffsplanken von Handelsflotte und Kriegsschiffen. Eine enorme Nachfrage brachten die Schwellen der Eisenbahn. Aber die größte Menge ging in den Hausbau. Die meisten Gebäude der amerikanischen Westküste seit der viktorianischen Zeit wurden aus dem Holz des Mammutbaums errichtet. Besonderer Bedarf entstand beim Wiederaufbau von San Francisco nach dem Erdbeben und den Bränden von 1906, darunter die berühmten Häuser von Haight-Ashbury.

### Der Nationalpark
Frühe Anläufe zum Schutz der Redwoodwälder gingen zurück bis 1879, als US-Innenminister Carl Schurz auch die Redwoods auf eine Vorschlagsliste für weitere Nationalparke infolge der Errichtung des Yellowstone-Nationalparks 1872 setzte. Die Idee stieß auf hinhaltenden Widerstand der Wirtschaftsinteressen und versank in den Archiven. Kurz nach der Wende zum 20. Jahrhundert und verstärkt nach dem Wiederaufbau von San Francisco wurden in konservativen Kreisen Stimmen laut, die einen Schutz von Restbeständen des Küstenmammutbaums forderten. Die Save the Redwoods League wurde 1918 von Honoratioren der kalifornischen Gesellschaft gegründet. Binnen kürzester Zeit brachten sie aus privaten Spenden enorme Mittel auf, die ausreichten, um die Kerngebiete der drei State Parks Jedediah Smith, Del Norte Coast und Prairie Creek zu kaufen. Der Staat Kalifornien brachte eigenes Land ein, löste Einschlagslizenzen ab und gründete die State Parks zwischen 1923 und 1929. Am Ende des Zweiten Weltkriegs rief die Save the Redwoods League zu Spenden im Gedenken an gefallene Soldaten des Kriegs auf und konnte rund 20 km² Redwood-Wälder angrenzend an den Jedediah Smith State Park erwerben. Sie wurden als National Tribute Grove dem Gedenken an alle US-Soldaten, Heimkehrer und Gefallene, gewidmet und erweiterten den State Park.
Außerhalb dieser Schutzgebiete und in den Anfangsjahren vereinzelt auch illegal innerhalb der unmarkierten Grenzen ging das Abholzen weiter. In den 1960er Jahren waren beinahe 90 % der ursprünglichen Bestände verschwunden. Erst jetzt wurde die Bewegung zum Schutz weiterer Gebiete und insbesondere nach einer Verbindung der isolierten State Parks lauter. Die National Geographic Society finanzierte aus Spendengeldern eine Studie über die letzten erhaltenen Urwaldgebiete in den Küstenbergen und den Entwurf geeigneter Grenzen eines neuen Nationalparks.
Im Rahmen dieser Studie wurden die drei bis dahin höchsten Bäume der Erde am Ufer des kleinen Redwood Creeks gefunden und vermessen. Der Bericht der National Geographic Society erregte in Washington Aufmerksamkeit. Der US-Kongress begann mit Anhörungen, in denen die Holzindustrie die Umwandlung der bestehenden State Parks in einen Nationalpark vorschlug und die Naturschutzorganisation Sierra Club einen neuen Park mit 225 km² forderte. Wieder sammelten die Save the Redwoods League und andere Organisationen Spenden und kauften Flächen an. Nach zweijährigen Verhandlungen stand das Gesetz und Präsident Lyndon B. Johnson unterzeichnete am 2. Oktober 1968 die Gründungsurkunde des neuen Redwood-Nationalparks, durch den neben den bestehenden Staatsparks fast 150 km² unter den Schutz der Bundesregierung gestellt wurden. Seine Frau, Lady Bird Johnson, wurde für ihren Einfluss auf die Entscheidung geehrt und ein Hain auf den Namen Lady Bird Johnson Grove getauft. Im März 1978 wurde der Park um rund 120 km² erweitert und eine zusätzliche Schutzzone entlang des Oberlaufs von in den Park fließenden Flüssen mit rund 90 km² eingerichtet. Die neuen Gebiete sind großteils keine Redwood-Altbestände, sondern umfassen Süß- und Brackwasser-Seen, Prärien und eine mit Laubwald bestandene Hügelkette.
1980 erklärte die Weltkulturorganisation der Vereinten Nationen UNESCO den Redwood-Nationalpark zum Weltnaturerbe. 1994 wurde die Verwaltung der State Parks mit dem Nationalpark zusammengefasst. Der Kongress der Vereinigten Staaten erweiterte den Park Ende 2005 um rund 100 km², als er das gesamte Wassereinzugsgebiet des Mill Creeks im Nordosten des Parks vom kommerziell genutzten Six-Rivers-National-Forest und dem Forest Service an die Parkverwaltung übertrug und damit unter Schutz stellte.

## Geografie
Der Redwood National and State Park erstreckt sich im Norden des US-Bundesstaates Kalifornien fast 90 km entlang der Pazifikküste in den Hügeln des Küstengebirges. Der höchste Punkt ist der Grashoppers Peak (1014 m) in den Bald Hills. Jeweils etwa die Hälfte des Parks liegen in den kalifornischen Counties Humboldt und Del Norte. Der Park umfasst eine Fläche von 534 km² und besteht überwiegend aus bewaldeten Hängen, einem 52 km langen Küstenstreifen, mehreren Flüssen und Seen sowie kleinen Prärieflächen. Der Park umfasst in den Küstenabschnitten auch den Pazifischen Ozean bis 400 m vor der Normalwasser-Marke.
Nicht zum Park gehören die weitgehend vom Parkland umschlossenen Ortschaften Crescent City, Orick und Klamath mit zusammen etwa 5000 Einwohnern sowie die Mündung des Klamath Rivers.
Der Park liegt 500 km nördlich von San Francisco und 500 km südlich von Portland, etwa 15 km südlich der Staatsgrenze zwischen Kalifornien und Oregon. Andere Nationalparks in der Region sind der Crater-Lake-Nationalpark in Oregon (225 km entfernt) sowie der Lassen-Volcanic-Nationalpark (370 km) und der Yosemite-Nationalpark (750 km) in Kalifornien.
An die Nordhälfte des Parks grenzt im Osten der Six-Rivers-National-Forest, der großteils durch kommerziellen Holzeinschlag genutzt wird. Teile des National Forest sind wiederum als Smith River National Recreation Area ausgewiesen, ein Gebiet, das für die Freizeitnutzung, insbesondere den Angelsport erschlossen wurde.

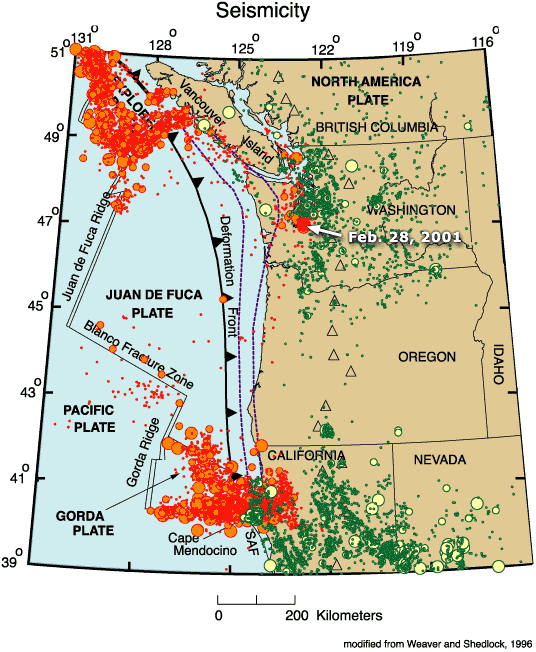
Seismische Aktivität an der Pazifikküste

## Geologie
Nordkalifornien ist ein geologisch besonders aktives Gebiet. Nur 60 km südlich des Parks und wenige Kilometer vor der Küste stoßen drei tektonische Platten zusammen. Die Pazifische Platte verschiebt sich nordwärts entlang der Nordamerikanischen Platte (mit der bekannten San-Andreas-Verwerfung als Folge) und von Nordwesten kommt dem Kontinent die Juan-de-Fuca-Platte beziehungsweise ihr „Gorda-Platte“ genannter Teil entgegen. Bei dem Frontalzusammenstoß taucht die Gorda-Platte unter die Pazifische und die Nordamerikanische Platte, die dabei angehoben und aufgefaltet wird. So entstand die Küstenkette, deren Teile Siskiyou Mountains im Norden und Salmon Mountains im Süden das Hinterland des Nationalparks bilden. Diese geologisch instabile Lage führt zu häufigen Erd- und Seebeben in der Region – das Karfreitagsbeben vor Alaska im Jahr 1964 löste den schwersten Tsunami in der Geschichte der USA aus und führte zu massiven Schäden an der Stadt Crescent City am Rand des Parks mit 11 Todesopfern.
Das Grundgestein der Küste und des Küstengebirges besteht aus dem so genannten Franciscan-Komplex, der aus kreidezeitlichen Sandsteinen, Schluffsteinen und Schiefern aus Sedimenten eines Urmeers zusammengesetzt ist. Die zwischen 100 und 150 Millionen Jahre alten Schichten sind vielfach gefaltet, gebrochen und durch Scherkräfte zerrissen. Geringere Anteile bilden metamorphe Gesteine, teils vulkanischen Ursprungs. Häufig sind diese durch einen hohen Anteil von Epidot grün gefärbt. An verschiedenen Stellen im Park finden sich Einschlüsse von Feuerstein. Im Nordosten liegen Schichten mit Serpentin nahe der Oberfläche.
Vereinzelt liegen über dem kreidezeitlichen Gestein dünne Schichten aus wesentlich jüngeren Sand- und Tonsteinen. Ihr Ursprung liegt in Ablagerungen von Flüssen oder an flachen Küsten am Beginn des Pleistozäns vor etwa 1,8 Millionen Jahren. Im Bereich des Gold Bluff Beach in der südlichen Hälfte des Parks deponierte die Strömung aus diesen Gesteinen ausgewaschenes Gold und in den 1850er Jahren wurden in der Nachfolge des kalifornischen Goldrauschs die Stätten ausgebeutet. Sie sind heute erschöpft.
Der Redwood Creek im Süden des Parks markiert die „Grogan-Verwerfung“, südlich-westlich von der die metamorphen Gesteine vorherrschen. Im Norden des Parks liegt die „South-Fork-Verwerfung“, an der die Schichtung der Sedimentgesteine gut sichtbar ist.

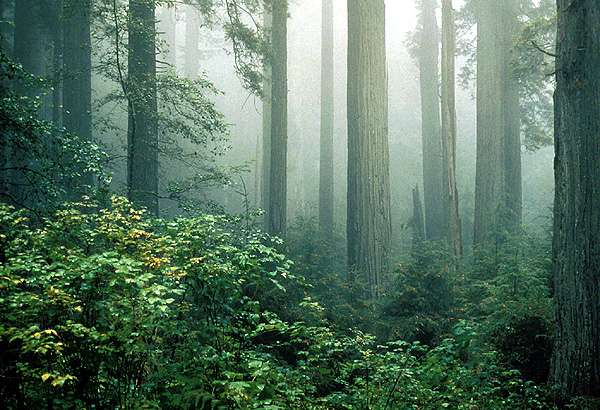
Nebel im Redwood-Wald

## Klima
Die Küstenregion ist durch ein maritimes Klima mit geringen jahreszeitlichen Schwankungen geprägt. Die Höchsttemperaturen bewegen sich nur zwischen 12 und 17 °C, die Tiefsttemperaturen von 4 bis 11 °C. Der Niederschlag beträgt im langjährigen Mittel 2540 mm (Berlin: 589 mm), womit die Wälder die Definition eines Regenwalds der gemäßigten Breiten erfüllen. Die größten Niederschlagsmengen verteilen sich auf die Wintermonate, die Sommer von Juni bis September sind verhältnismäßig trocken, häufiger Nebel in den Wäldern sorgt aber für eine durchgehend hohe Luftfeuchtigkeit.
Die hohe Niederschlagsmenge entsteht durch landeinwärts gerichtete, feuchtigkeitsgesättigte Seewinde, die am Küstengebirge zum Aufsteigen gezwungen werden und dabei abkühlen, was zu Steigungsregen führt.

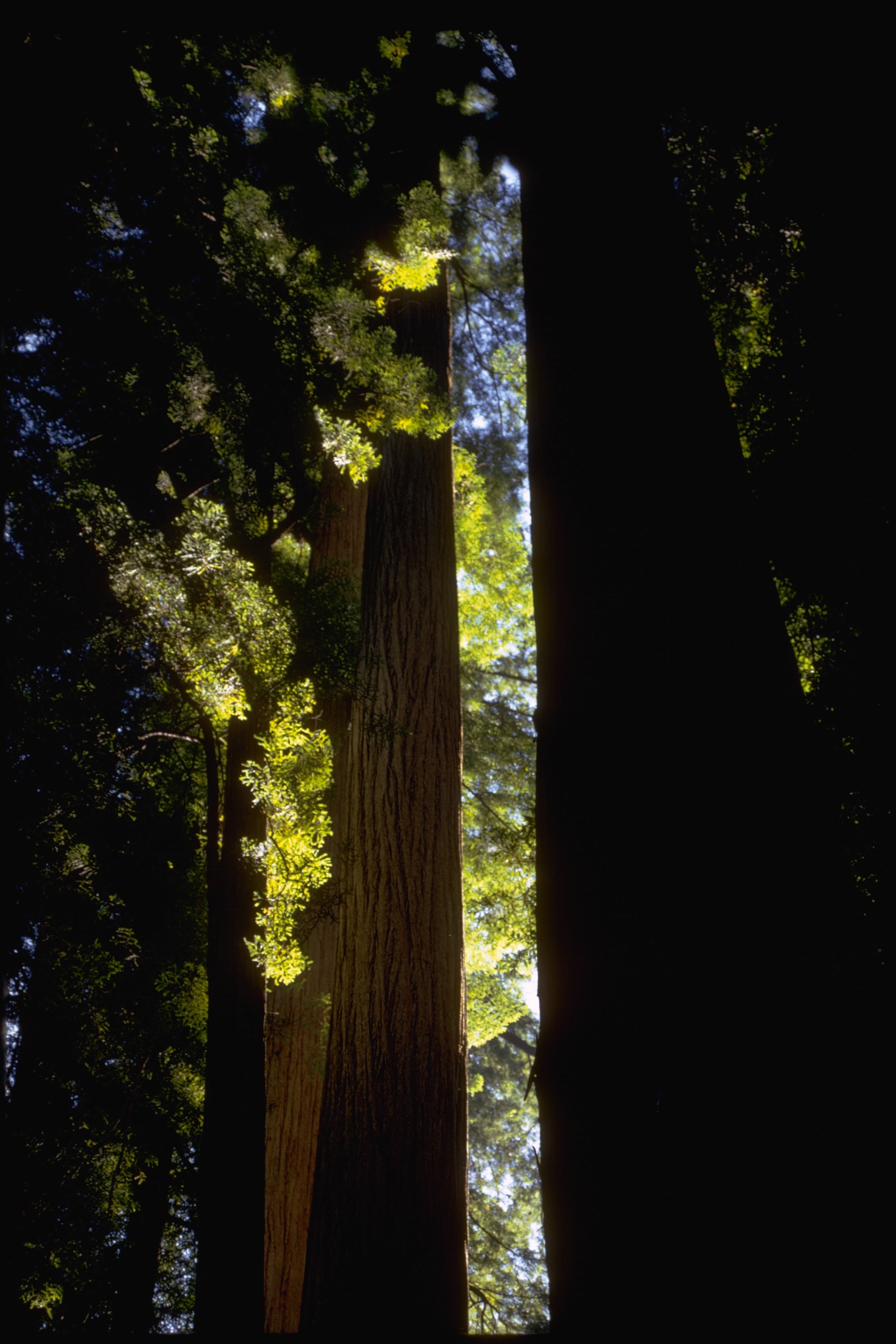
Licht und Schatten zwischen Mammutbäumen

## Ökosysteme
Im Zentrum des Interesses am Redwood-Nationalpark steht natürlich der Regenwald der gemäßigten Breiten mit den namensgebenden Küstenmammutbäumen. Daneben gibt es Laubwälder auf trockeneren Standorten, kleinere Prärieabschnitte, mehrere Flüsse und Seen sowie die Felsküste und den zum Park gehörenden Streifen des Pazifischen Ozeans.

### Regenwald
Die beiden Hauptbaumarten des gemäßigten Regenwaldes im Küstengebirge sind der Küstenmammutbaum (Sequoia sempervirens, engl. „coast redwood“) aus der Familie der Zypressengewächse und die Douglasie (Pseudotsuga menziesii), ein Kieferngewächs. Je nach Standort wachsen sie gemischt mit anderen Arten.
Die klassischen Wälder begleiten Flüsse und Bäche oder stehen auf Schwemmland. Hier sind die Wuchsbedingungen für den Küstenmammutbaum ideal; das Gewässer bringt seit Hunderten von Jahren Nährstoffe und versorgt den Baum mit den enormen Wassermengen, die er für seinen Stoffwechsel benötigt. Nur hier erreichen Küstenmammutbäume ihre maximale Höhe von über 100 m und bilden über die Jahrhunderte dichte Bestände, die nur gelegentlich von anderen Baumarten ergänzt werden. Am Redwood Creek im Süden des Parks steht mit Hyperion der mit 115,85 m (Vermessung 2017) höchste bekannte Baum der Erde.
Die als old-growth bezeichneten Urwälder sind durch die Küstenmammutbäume und ihre Eigenschaften geprägt:
- Redwoods haben im Alter so dichte Baumkronen, dass kaum Sonnenlicht bis zum Boden durchdringt. Alle anderen Arten müssen sich diesen Bedingungen anpassen, daher gibt es in den Wäldern nur wenig Unterholz.

- Die Küstenmammutbäume sind zusammen mit ihrer Mykorrhiza, einem Geflecht aus den Wurzeln des Baumes und angepassten Pilzen, sehr effizient in der Verwertung der Nährstoffe im Boden. Das gleichmäßige Klima und die hohe Feuchtigkeit beschleunigen die Abbauprozesse der Destruenten. Die Folge ist, dass in den Böden der Redwoodwälder für andere Arten nur wenige Nährstoffe zur Verfügung stehen.

- Redwoods sind besonders widerstandsfähig und langlebig. Ihre dicke Borke und die hohe Feuchtigkeitsmenge in den Wasser führenden Schichten schützen sie vor den im Küstengebirge häufigen Waldbränden durch Blitzschlag. Selbst wenn bei einem schweren Waldbrand die Borke eines alten Redwoods partiell zerstört wird und das Feuer das Kernholz erreicht, brennt der Baum nur im Inneren aus, die für den Wasser- und Nährstofftransport entscheidenden Schichten bleiben oft verschont. Auch wenn der Baum dadurch völlig ausgehöhlt wird, genügt die Stabilität der äußeren Schichten, um ihn mehrere Jahrhunderte weiterleben zu lassen. Das besonders tanninreiche Holz bewahrt den Küstenmammutbaum außerdem vor den meisten Schädlingen. An der Stelle kleinerer Verletzungen des Stamms kann er einen Burl genannten Knoten bilden, aus dem später ein neuer Spross entstehen kann, der im Fall einer schweren Beschädigung der Krone diese ersetzen kann.

Durch diese Faktoren erreicht der Küstenmammutbaum ein Alter von über 2000 Jahren und schafft sich selbst angepasste Wälder, in denen er einen Wettbewerbsvorteil vor anderen Baumarten hat. Nur wenige Arten können in einem Redwood-Altbestand erfolgreich leben.

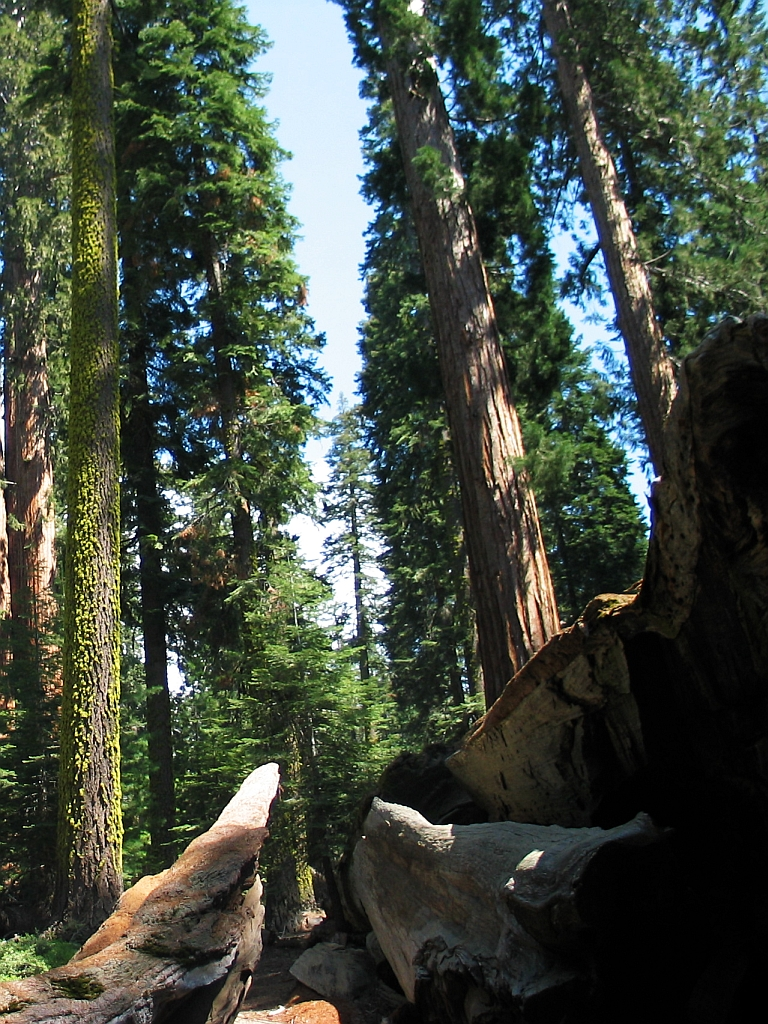
Gefallener Mammutbaum
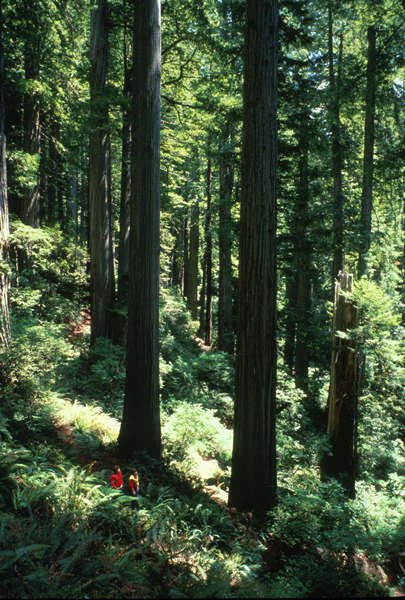
Küstenmammutbäume
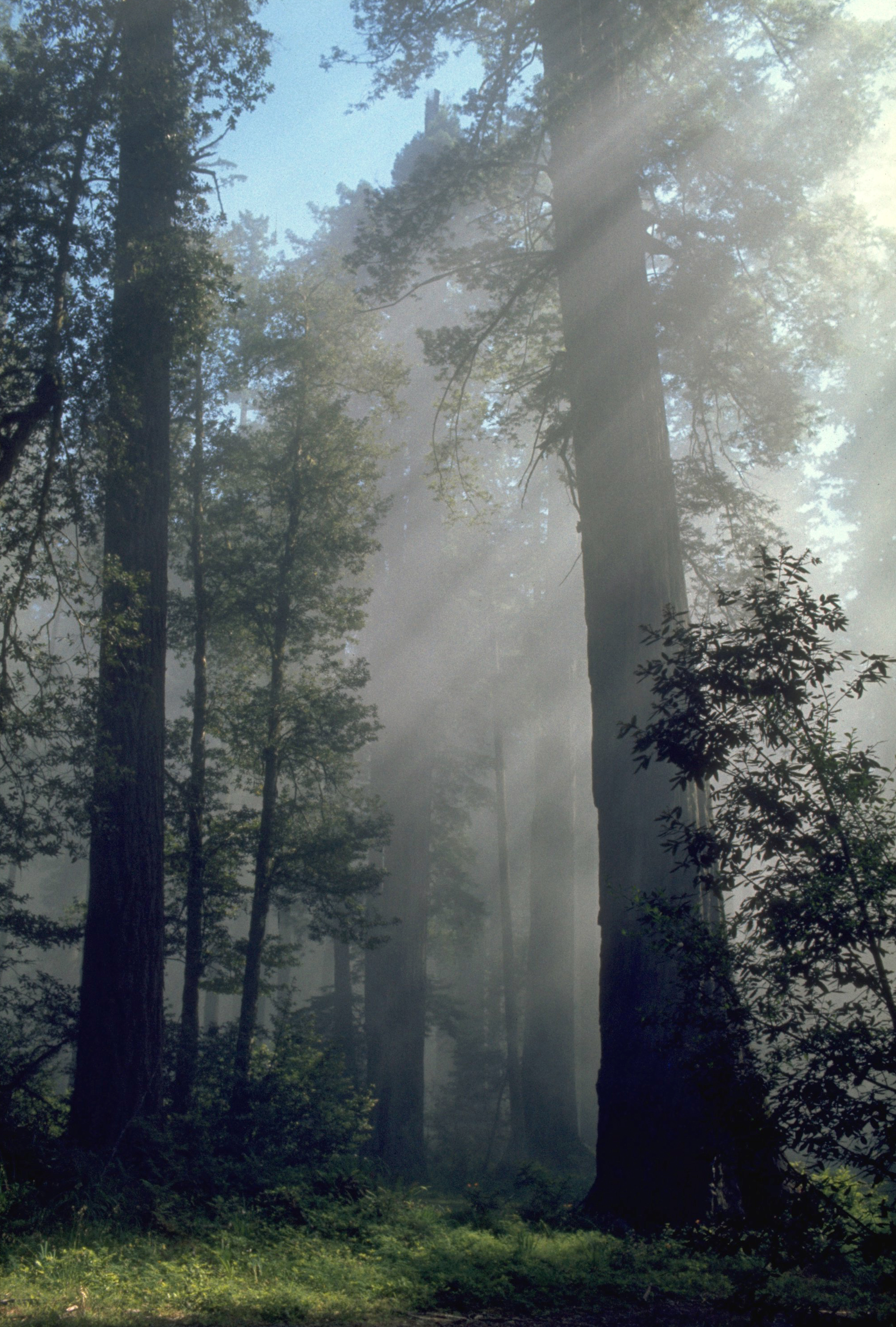
Im Nationalpark
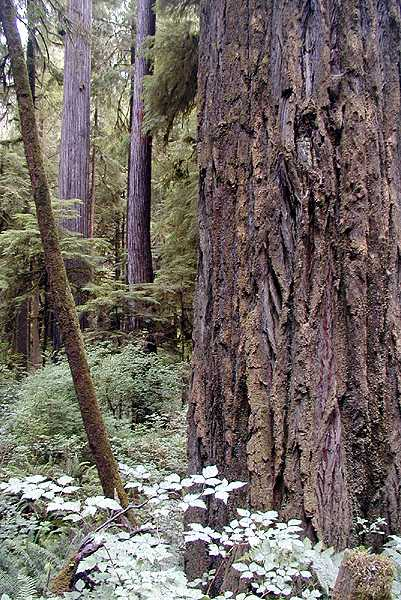
Borke

Der Douglasie gelingt dies, weil sie einen Wartezustand entwickelt hat. Junge Douglasien wachsen etwa zehn Jahre lang auch im Schatten. In dieser Zeit erreichen sie eine Höhe von 4 bis 7 Metern und stoppen ihr Wachstum dann für Jahrzehnte fast vollständig. Nur wenn durch den Tod eines Nachbarbaumes, einen Waldbrand oder einen Erdrutsch am Hang die Kronenschicht über ihnen aufgerissen wird, nehmen sie das Wachstum wieder auf und entwickeln sich zu großen Bäumen.

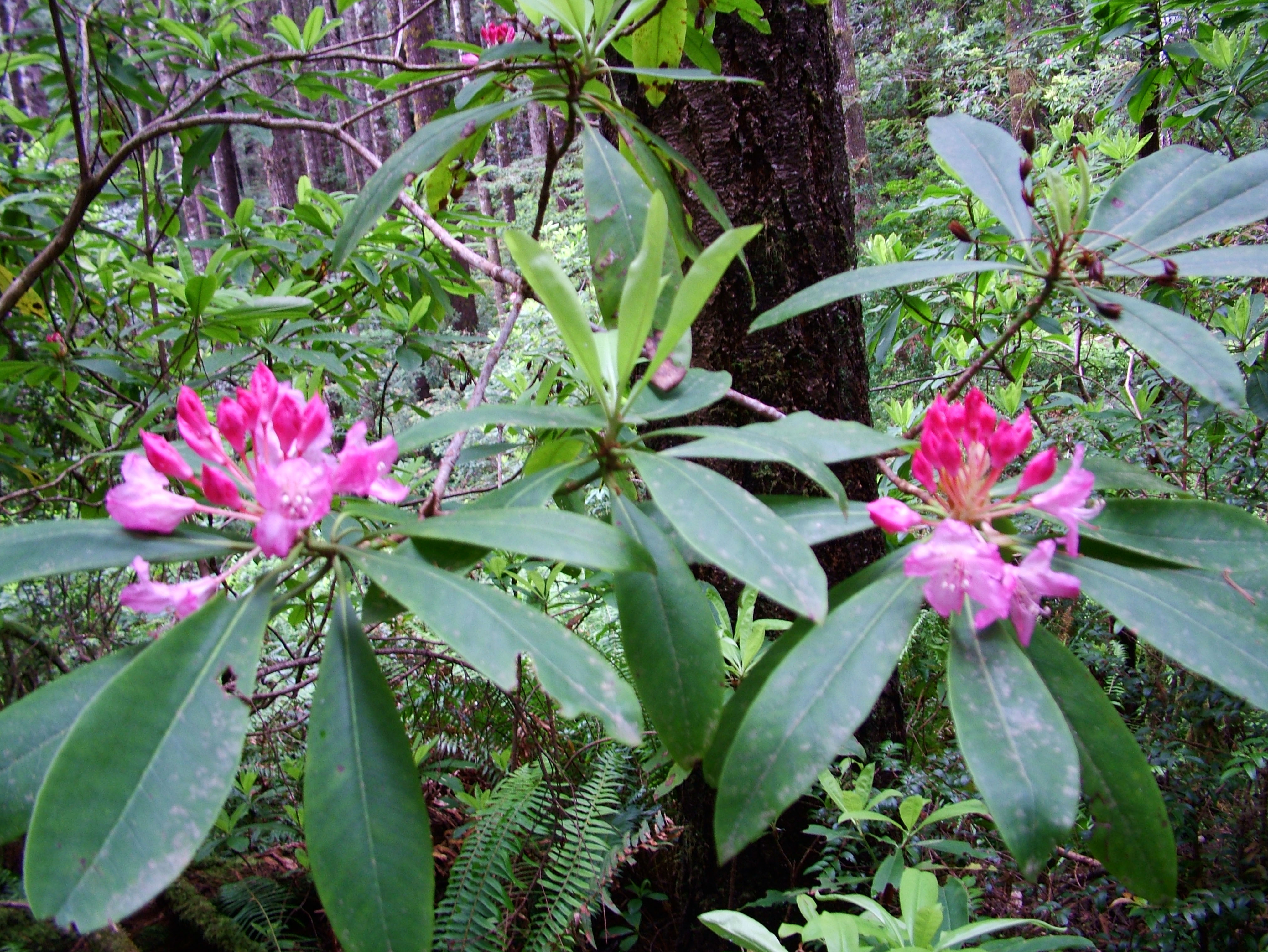
Rhododendronblüten vor Redwoods

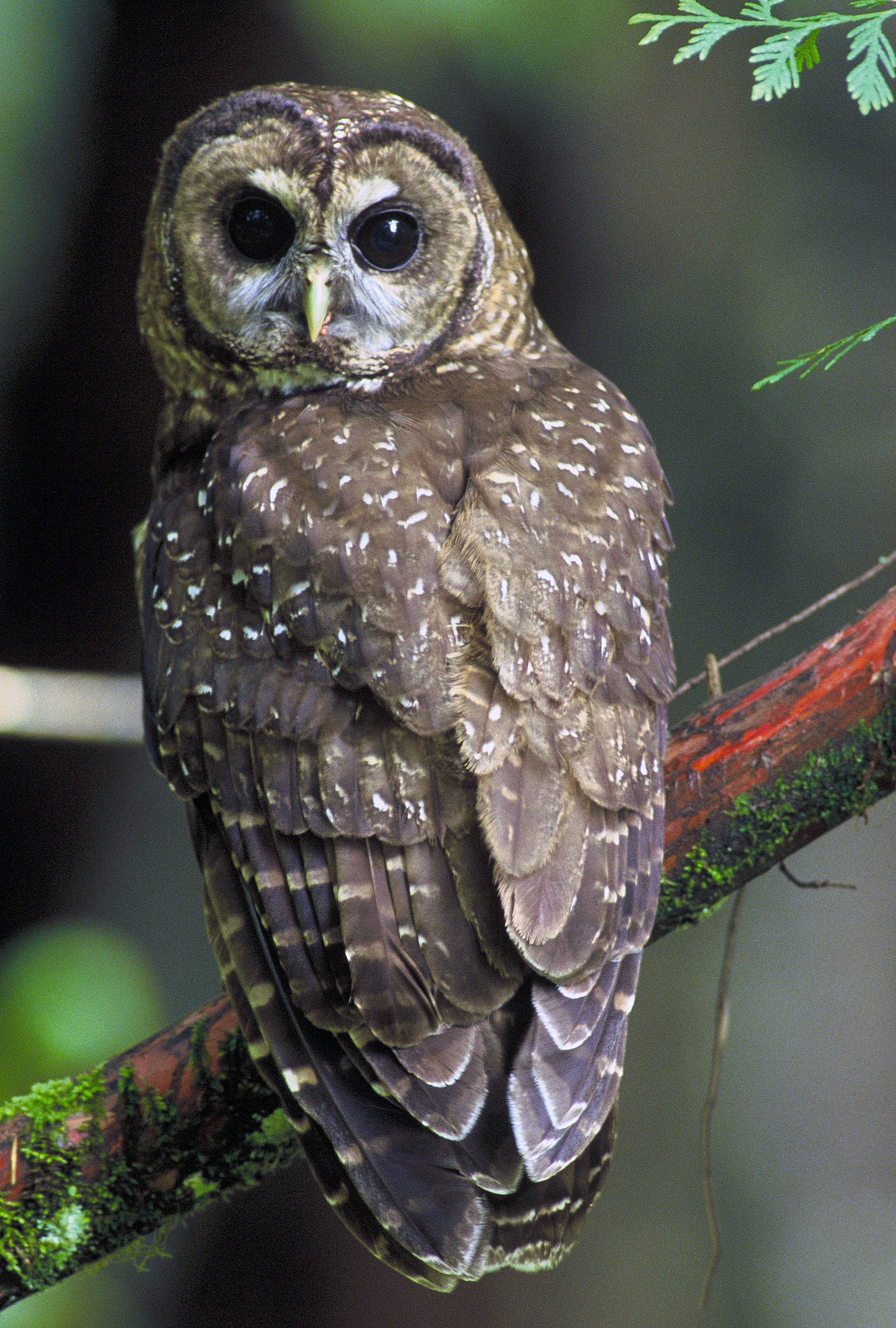
Nördliche Unterart des Fleckenkauzes

Im Regenwald finden sich neben den Nadelbaumarten Douglasie, Riesen-Lebensbaum und Küsten-Tanne Laubbäume wie Lithocarpus densiflorus und der Oregon-Ahorn sowie der Madrona aus der Gattung der Erdbeerbäume, der Kalifornische Lorbeer und die Amerikanische Roterle. Soweit der Boden bewachsen ist, herrschen hier Schwertfarne, Rotholzsauerampfer, Sauerklee, übermannshohe Sträucher aus der Familie der Heidelbeeren und Heidekrautgewächse vor. In den Monaten Mai und Juni setzen der Rhododendron Rhododendron macrophyllum und Azaleen mit ihren Blüten Farbakzente.
Auf höher gelegenen und trockeneren Standorten wachsen die Küstenmammutbäume nicht mehr über 60 m. Zu den bereits genannten Arten kommen hier die Westamerikanische Hemlocktanne, Eichen und Jeffreys Kiefer. Weil die Bestände hier weniger dicht und die Kronen nicht vollständig geschlossen sind, dringt hier mehr Licht bis zum Boden vor, und es gibt wesentlich mehr Unterholz.
Hier leben auch weitere Blütenpflanzen wie die Feuerwerksblume, das Kürbisgewächs kalifornischer Manroot und an offeneren Standorten die Douglas-Iris und der Stinktierkohl, der auch Gelbe Scheincalla genannt wird. Weiterhin häufig bleiben der Rhododendron und die Westliche Azalee.
Die Tierwelt des Redwood-Waldes gehört zu den artenreichsten aller Ökosysteme der gemäßigten Breiten. Allerdings tragen dazu im Wesentlichen die Wirbellosen bei und darunter vor allem die Destruenten der oberen Bodenschichten. Auch die Spinnentiere am Boden und in den Kronen der Bäume sind besonders artenreich. Für den Menschen leichter wahrnehmbare Charakterarten des Waldes sind die nördliche Unterart des Fleckenkauzes, der nur in ungestörten Urwäldern vorkommt, und die Kalifornische Zwergeule. Auch die Bananenschnecke ist für die Wälder typisch. Sie kann bis zu 25 cm lang werden und fällt durch ihre gelbe Farbe auf. Unauffällig sind die 15 verschiedenen Schwanzlurche, die in den Regenwäldern vorkommen. Beispielhaft sei der Rauhäutige Gelbbauchmolch genannt.
Totholz spielt eine wesentliche Rolle als Lebensraum für spezialisierte Arten. Selbst nach dem Absterben kann ein Redwood noch 200 Jahre aufrecht stehen bleiben. In dieser Zeit dient er holzbewohnenden Insekten und deren Fressfeinden als Nahrungsgrundlage. Bricht die Krone ab, sind die Höhlungen in großer Höhe ein attraktiver Lebensraum für lichtliebende Arten.
Daneben leben in den lockereren Bereichen des gemäßigten Regenwaldes viele Tiere, die auch die benachbarten Ökosysteme bevölkern. Schwarzbären, Maultierhirsche, Graufuchs und Waschbären, Weißkopfseeadler und Fischadler sind hier zu nennen.
Ungewöhnlich ist das Brutverhalten des Marmelalks. Dieser Seevogel lebt nicht wie seine Verwandten in Kolonien an der Felsküste, sondern baut Nester in exponierten, besonders hohen Bäumen, die bis zu 60 km von der Küste entfernt liegen können. Küstenmammutbäume gehören zu seinen bevorzugten Nistbäumen.
Im März 2022 wurden fünf Kalifornienkondore aus einem internationalen Nachzucht-Programm im Nationalpark ausgewildert. Sie und die in den kommenden Jahren folgenden Tiere sollen eine weitere Population der fast ausgestorbenen größten Vogelart Nordamerikas im Pazifischen Nordwesten etablieren.

### Weitere Wälder
In unmittelbarer Nähe der Küste herrscht die salzbeständige Sitka-Fichte vor, wird aber landeinwärts schnell von anspruchsvolleren Arten verdrängt.
Auf trockenen Standorten in den Hügeln des mittleren und nördlichen Parks können sich die Zypressengewächse nicht mehr durchsetzen; hier dominieren Eichen, insbesondere die Kalifornische Schwarzeiche, Buchengewächse wie Lithocarpus densiflorus (engl. Tanoak), der Oregon-Ahorn sowie unter den Nadelgehölzen die Douglasie.

### Prärien
Die Bald Hills im Südosten des Parkes sind der trockenste und höchstgelegene Teil des Nationalparks. Die runden Kuppen erreichen 1000 m über Meereshöhe. Hier wechseln sich offene Prärien mit lockeren Laubwäldern ab. Im Frühling wird das offene Grasland zur farbenfrohen Blumenwiese, in den Spätsommer fällt eine zweite Blüte. Typische Blütenpflanzen dieser Gebiete sind verschiedene Rittersporne. Der Charakterbaum ist die Oregon-Eiche (auch Gerry-Eiche genannt). Sie bildet Baumgruppen und Waldsäume, daneben finden sich die Roteiche und der Oregon-Ahorn.
Die Hügelkette mit den Prärien ist der Lebensraum für Maultierhirsch und Strauchkaninchen, in den Sträuchern leben die Schwarzkopfphoebe aus der Familie der Tyrannen und die Singammer. Am Boden jagen Kojoten und Füchse, selten sind Puma und Rotluchs. In der Luft jagen Greifvögel wie Rotschwanzbussard, Turmfalke und in der Dämmerung und nachts der Virginia-Uhu.

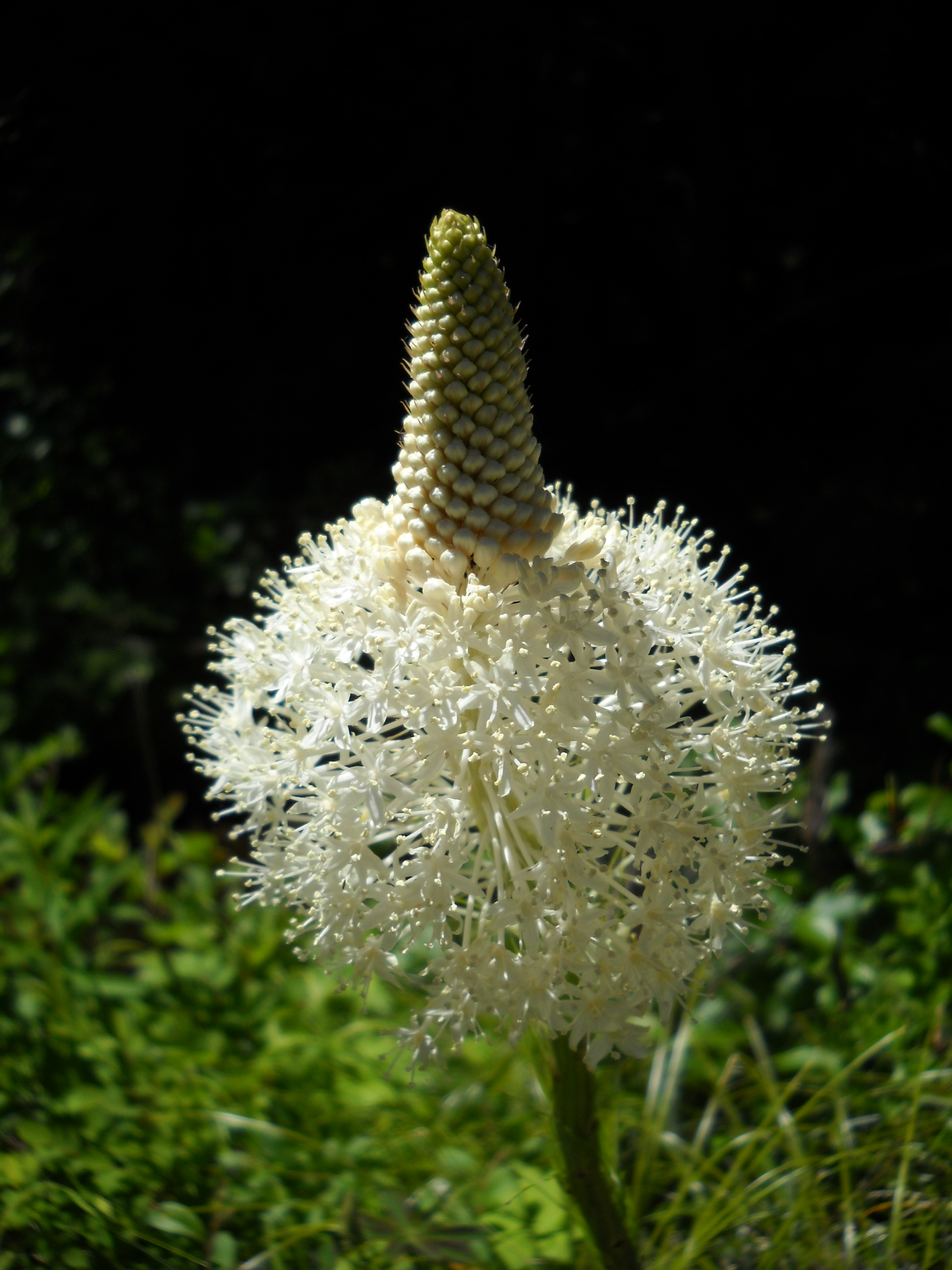
Bärengras (Xerophyllum tenax)

Im Nordosten des Parks liegen weitere Präriegebiete, die ihre Besonderheiten den geologischen Bedingungen verdanken. Hier ist das Gestein so reich an Magnesium, dass nur wenige Baum- und Straucharten diese Standorte ertragen. Einige Kiefern, die Tanoak, Kreuzdorngewächse und die Manzanita genannte Form der Bärentrauben können hier noch wachsen. Dafür ist die Vielfalt an Süßgräsern umso höher. Mehr als 30 Arten wurden hier bislang gefunden. Unter den Blütenpflanzen fällt besonders das Bärengras auf.

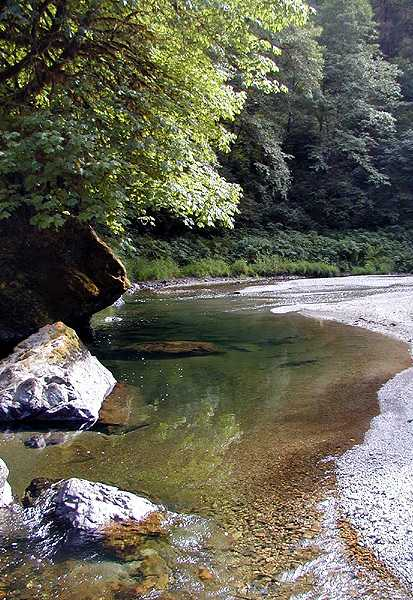
Mill Creek im Norden des Parks

### Flüsse und Seen
In den Hügelketten des Parks liegen viele kleinere und größere Bäche und Flüsse sowie einige Seen. Im Nordteil des Parks fließen der Smith River und sein Nebenfluss Mill Creek, als letztes unverbautes Flusssystem Kaliforniens. Hier leben Lachse und Forellen seit Jahrtausenden in vom Menschen unbeeinflussten Gewässern, die Cutthroatforellen haben hier ihre größte Population. Der Redwood Creek im Süden wurde von den Auswirkungen der Holzindustrie massiv geschädigt. In seinem Einzugsgebiet sind große Flächen abgeholzt, so dass die Erosion gewaltige Mengen an Erdreich in den Fluss einbringt. Dadurch verschlammt die Flusssohle und die Laichgründe der meisten Fischarten werden zerstört. Die Fische sind Nahrungsquelle für Kanadareiher, Gänsesäger, Gürtelfischer und den Nordamerikanischen Fischotter.

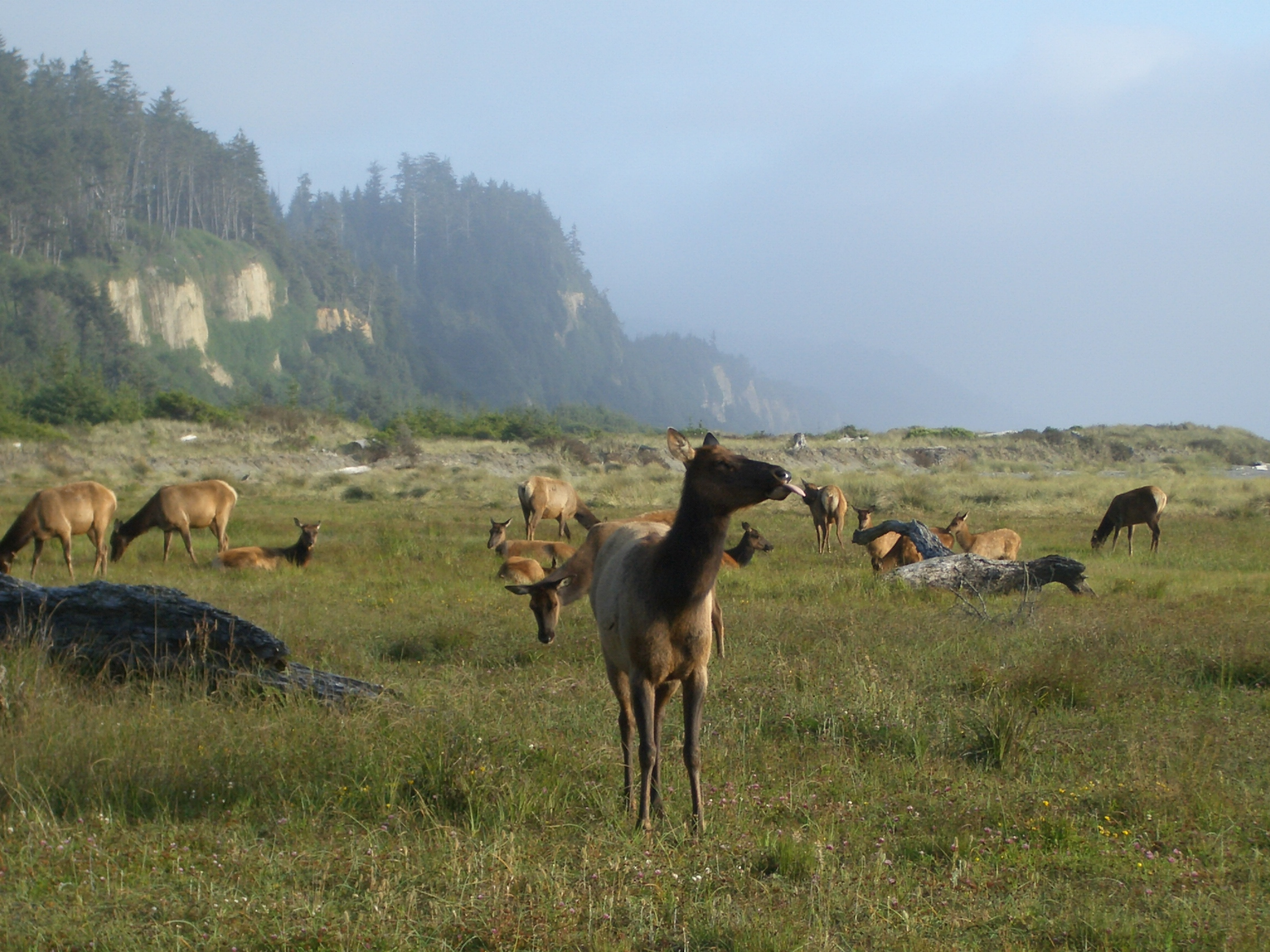
Eine Herde Roosevelt-Elks

Der Park wird in der Mitte durch die Mündung des Klamath Rivers geteilt, der nicht zum Parkgebiet gehört, sondern im Besitz der Yurok-Indianer ist. An den Ufern des Flusses leben mehrere Herden Wapitis aus der größten Unterart Roosevelt-Elk Cervus elaphus roosevelti.
Im Süden des Küstenabschnitts liegen innerhalb und außerhalb des Parks mehrere Lagunen, ursprünglich Buchten des Ozeans, die durch schmale, angelagerte Sandbänke vom Meer abgetrennt wurden. Bei der Freshwater Lagoon ist die Trennung so weit fortgeschritten, dass ihr Wasserhaushalt mittlerweile vom Pazifik unabhängig ist und sie Süßwasser führt.
Entlang der Pazifikküste verläuft im Frühling und Herbst der wichtigste Zugweg Nordamerikas für Millionen von Zugvögeln, die den Winter im Süden verbringen. Die Lagunen sind wichtige Rastplätze, auch für Arten, die nicht im Park brüten. In dieser Jahreszeit können hier arktische Arten, insbesondere Limikolen und Gänsevögel beobachtet werden.

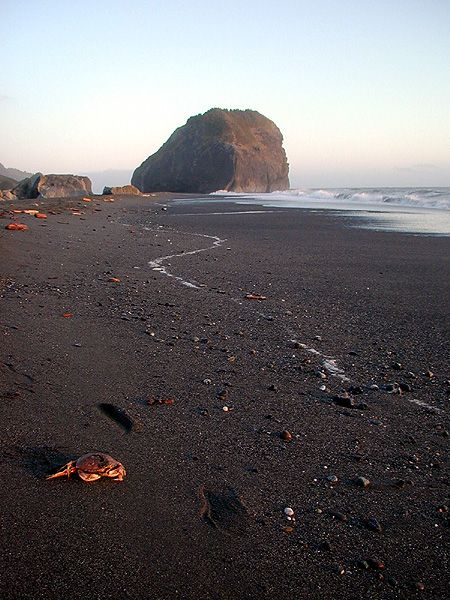
Strand im Redwood-Nationalpark

### Küste und Ozean
Die Küstenabschnitte Nordkaliforniens im und in der Nähe des Redwood-Nationalparks sind überwiegend Felsküsten. Die Kette des Küstengebirges fällt schroff zum Ozean ab. Ausnahmen sind die Flussmündungen und wenige flache Strände in den tieferen Buchten. Auch dort mischen sich meist Abschnitte des dunklen Sandes mit markanten Felsbrocken und flachen Felsstrukturen.
Je näher die Küste rückt, umso mehr verändert sich die Zusammensetzung des Waldes. Die Sitka-Fichte verträgt das Salz in der Luft am besten und nimmt stark zu. Am Waldsaum und in den Strauchgesellschaften auf Felsstrukturen und Sanddünen überwiegen verschiedene Kreuzdorngewächse. Hier kommt häufig auch die Gifteiche vor, bei der bereits das Berühren von Blättern oder anderen Pflanzenteilen zu ernsten Vergiftungserscheinungen führen kann. Kalifornischer Manroot, aus der Familie der Kürbisgewächse, rankt sich in den Sträuchern. Blütenpflanzen, insbesondere Wasserblattgewächse und Korbblütler, wachsen an Rändern und auf offenen Flächen. An einigen Stellen des Parks bauen Braunpelikane in den Sträuchern und Bäumen ihre Kolonien. Felsklippen sind Brutplätze für Trottellumme, Klippenausternfischer, Taubenteiste und Ohrenscharbe.
In den Dünen halten sich nur wenige Arten mit weitverzweigtem Wurzelwerk: Strandnelken, Meersenf, Sandverbenien und die Chile-Erdbeere, eine der Urformen, aus denen die Zuchtformen gezogen wurden. Hier brüten Seeregenpfeifer, Keilschwanz-Regenpfeifer und Sanderling. Hinter den Dünen liegt in einigen Abschnitten die California coastal prairie, ein Kurzgras-Lebensraum, der von den Wapiti-Herden genutzt wird.
Im Gegensatz zur relativen Artenarmut an Land steht die Vielfalt der Tier- und Pflanzenwelt in den direkt vom Ozean beeinflussten Lebensräumen. An diesem Abschnitt der Pazifikküste bringen Meeresströmungen das nährstoffreiche, kalte Wasser aus großen Tiefen an die Oberfläche und machen die Region zur artenreichsten Küste der gemäßigten Breiten. In der Gezeitenzone zwischen Hoch- und Niedrigwasserstand liegen die interessantesten Biotope. Gezeitentümpel in flachen Felsküsten sind nur bei Flut mit dem Meer verbunden, bei Ebbe sind ihre Bewohner in dem Becken gefangen. Hier leben Krebstiere, Seesterne, Seeanemonen, Meeresschnecken und verschiedene Nacktkiemer. Selten geworden ist die Grüne Riesenanemone. Einige der Arten vertragen es, ganz trockenzufallen, andere müssen sich mit dem sinkenden Wasserspiegel tief in die Spalten zurückziehen.

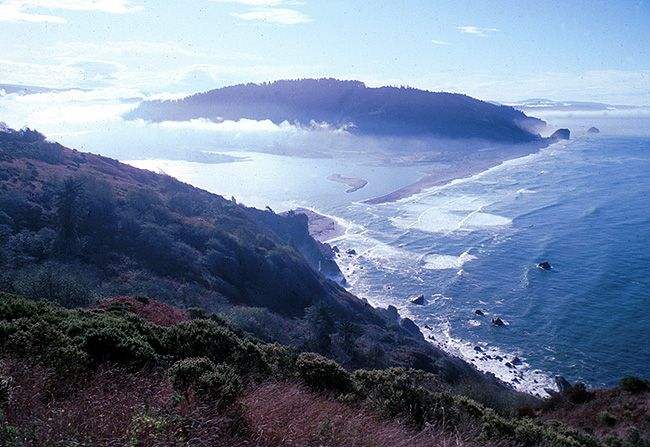
Mündung des Klamath Rivers

Im offenen Wasser, dessen erste 400 m noch zum Parkgebiet gehören, lebt eine vielfältige maritime Artengemeinschaft. Seetang bildet große Bestände in Form von Tangwäldern vor der Küste, in denen der Stellersche Seelöwe jagt. Bemerkenswert sind die Werkzeug gebrauchenden Seeotter in den Buchten der Felsküste und Grauwale, die auf ihren jährlichen Wanderungen auch von Land aus beobachtet werden können. Insbesondere die Flussmündungen mit ihren Sandbänken sind wichtige Laichgebiete für Fische, wie die vom Aussterben bedrohte Kalifornische Meergrundel, und Schleusen für Lachse, darunter der seltene Königslachs, und Stahlkopfforellen, die als sogenannte anadrome Wanderfische im Süßwasser laichen, aber den Großteil ihres Lebens im Ozean leben.

## Schutzprojekte des Nationalparks
Nachdem rund 95 Prozent der Altbestände abgeholzt sind, wachsen im Redwood National and State Park knapp 50 Prozent aller Coast Redwoods der Erde. Der Rest verteilt sich auf andere Schutzgebiete in Kalifornien und wenige kleine Bestände in privaten Wäldern.
Die ursprünglichen State Parks der 1920er Jahre und die Oldgrowth Forests sind in nahezu unbeeinflusstem Naturzustand und bedürfen keiner speziellen Naturschutz- oder Pflegemaßnahmen. In Einzelfällen regeln die Ranger des National Park Service den Strom der Besucher, um negative Einflüsse zu minimieren. Zum Tall-Tree-Grove, einem Waldabschnitt am Redwood Creek im Süden des Parkes, in dessen Umfeld mit Hyperion der höchste bekannte Baum der Erde wächst, dürfen täglich nur 50 PKW anfahren. Wer keine Genehmigung reserviert hat und auch last-minute kein Glück hatte, muss auf einen der nächsten Tage warten oder zu Fuß die knapp 30 km wandern. In anderen Teilen des Parks sind jedoch beinahe genauso eindrucksvolle Wälder besser erschlossen und auch für Tagesbesucher problemlos zu erreichen.
Die Erweiterungsgebiete von 1978 bestehen im Kontrast dazu überwiegend aus in früheren Jahrzehnten kommerziell abgeholzten Flächen oder sind durch Wegebau und andere Folgen des Holzeinschlages weit von der ursprünglichen Beschaffenheit entfernt. In diesen Teilen des Parkes läuft seit den 1980er Jahren das Watershed Restauration Programm, das den natürlichen Wasserhaushalt der Hänge wiederherstellen und so die Bedingungen für eine möglichst ursprüngliche Wiederbewaldung verbessern soll. Dazu werden in einem ersten Schritt die von den Holzfällern angelegten Straßen wieder planiert und die beim Straßenbau gebauten Drainageeinrichtungen entfernt. Niederschläge sollen entlang den natürlichen Linien in die Bäche und Flüsse abfließen, den Böden ihre ursprüngliche Feuchtigkeit zurückgeben und die nach der Abholzung massiv gestiegene Erosion und die Gefahr von Erdrutschen reduzieren.
Der geringere Eintrag von Erdreich in die Flüsse verbessert die Lebensbedingungen der Lachse in den Gewässern des südlichen Parks. Erste Ergebnisse sind vielversprechend, auch wenn es Jahrhunderte dauern wird, bis die Wälder sich dem Urzustand nähern.
In einigen der locker bewaldeten Gebiete und insbesondere auf den trockenen Standorten der Prärien, die durch Nutzung vor der Unterschutzstellung beeinflusst wurden, setzen die Ranger auf prescribed fire (absichtlich gelegte, kontrollierte Waldbrände) in längeren Abständen. Diese kleinen Feuer brennen sich schnell durch den Wald, schaden den angepassten Baumarten kaum, vernichten aber eingewanderte Bäume und insbesondere Gräser, die sich in die Wälder ausdehnen und die Ökosysteme deutlich verändern. Die Parkverwaltung simuliert dabei natürliche, durch Blitzschlag entstandene Waldbrände, die zum Ökosystems der Küstenwälder gehören, und erhöht nur deren Häufigkeit solange, bis die Verteilung der Ökosysteme und die Artenzusammensetzung möglichst nahe an dem Zustand liegt, der bei der Besiedelung des nordamerikanischen Kontinents durch Europäer vorhanden war.

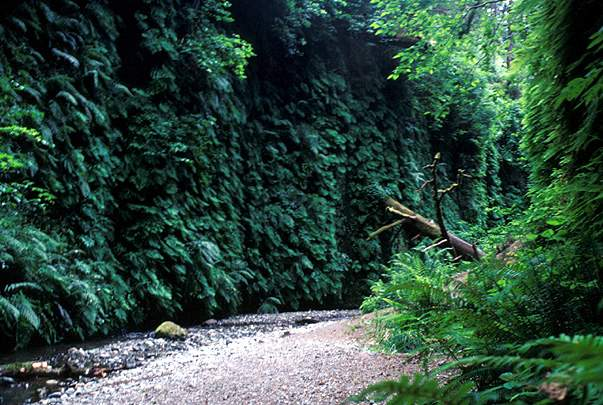
Fern Canyon

## Touristische Einrichtungen
Der Nationalpark gehört nach Fläche (534 km²) und Besucherzahl (rund 400.000 im Jahr) zu den mittelgroßen Nationalparks der USA. Er wird durch den Küstenhighway 101 in Nord-Süd-Richtung erschlossen; der einzige durch die Küstenberge nach Nordosten abzweigende U.S. Highway 199 ist die Verbindung zum Interstatesystem.
Wegen der Gründung als drei Stateparks und einem Nationalpark gibt es im Redwood-Nationalpark vier Besucherinformationszentren, die sich auf die Besonderheiten in ihrem jeweiligen Abschnitt spezialisiert haben. Die Zentrale der Parkverwaltung und die größte Besucherinformation mit einem kleinen Museum liegt in Crescent City am Nordrand des Parkes. Im Park gibt es keine Unterkünfte, Hotels und Motels gibt es nur in den benachbarten Ortschaften. Vier auf Straßen erreichbare Campingplätze verteilen sich auf die verschiedenen Teile des Parks und Landschaftsformen, acht weitere im Hinterland sind nur zu Fuß erreichbar.
Zu den meistbesuchten Attraktionen des Parks gehört neben den Redwood-Hainen der Gold-Bluff-Beach-Strandabschnitt mit dem Fern-Canyon – eine kleine Bachmündung in Form einer Schlucht mit bis zu 13 m hohen, senkrechten und vollständig mit Farnen bewachsenen Wänden.
In der Nähe des Parkes liegen:
- Sue-meg State Park unmittelbar südlich des Parks: Ein Abschnitt der Felsküste, der für Seeotter berühmt ist.
- Battery Point Lighthouse Museum in Crescent City: Ein kleines Museum über die Geschichte der Schifffahrt in einem alten Leuchtturm.
- Trees of Mystery in Klamath: Ein privat betriebener Naturerlebnispark mit Redwoods und einer Seilbahn, die Besucher in die Höhe der Baumwipfel und auf einen Hügel mit herausragender Aussicht befördert.

In voller Länge des Parkes verläuft der im Jahr 2001 ausgewiesene Fernwanderweg California Coastal Trail entlang der Küste.

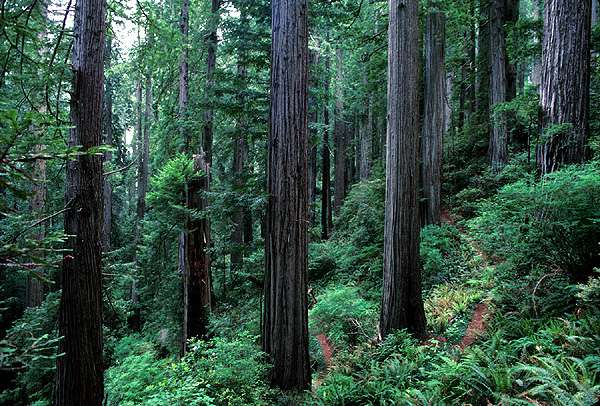
Im Jedediah Smith Redwoods State Park

## Trivia
- Im Jedediah Smith Redwoods State Park hat George Lucas die Szenen für Die Rückkehr der Jedi-Ritter gedreht, die auf dem Waldmond von Endor spielen.

- Südlich von Klamath steht auf einer Küstenklippe eine als Scheune getarnte Radarstation aus dem Zweiten Weltkrieg. Sie ist eine der letzten erhaltenen Einrichtungen, die vor einer japanischen Invasion warnen sollten, und steht heute unter Denkmalschutz.

- 1997 bestieg die damals 23-jährige Julia Hill südlich des Parkes einen tausendjährigen Redwood und lebte für 738 Tage in einem winzigen Baumhaus, um durch diese Baumbesetzung die bereits laufende Abholzung des Gebietes zu stoppen.

## Zitate
- Hat man die Redwoods einmal gesehen, hinterlassen sie einen Eindruck oder erzeugen eine Vision, die man nie wieder los wird – John Steinbeck[4]
- Sie sind nicht einfach Bäume, sie sind wie Geister. Die Haine in denen sie wachsen sind nicht einfach Orte, sie sind wie Lieblingsorte – Lieblingsorte der Kentauren oder der Götter – John Masefield[5]